# Station Folkestone West
Folkestone West is een spoorwegstation van National Rail in Folkestone, Shepway in Engeland. Het station is eigendom van Network Rail en wordt beheerd door Southeastern. 

## Regionale hogesnelheidstrein
- 1x per uur Regionale hogesnelheidstrein Londen St Pancras - Stratford International - Ebbsfleet International - Ashford International - Folkestone West - Folkestone Central - Dover Priory

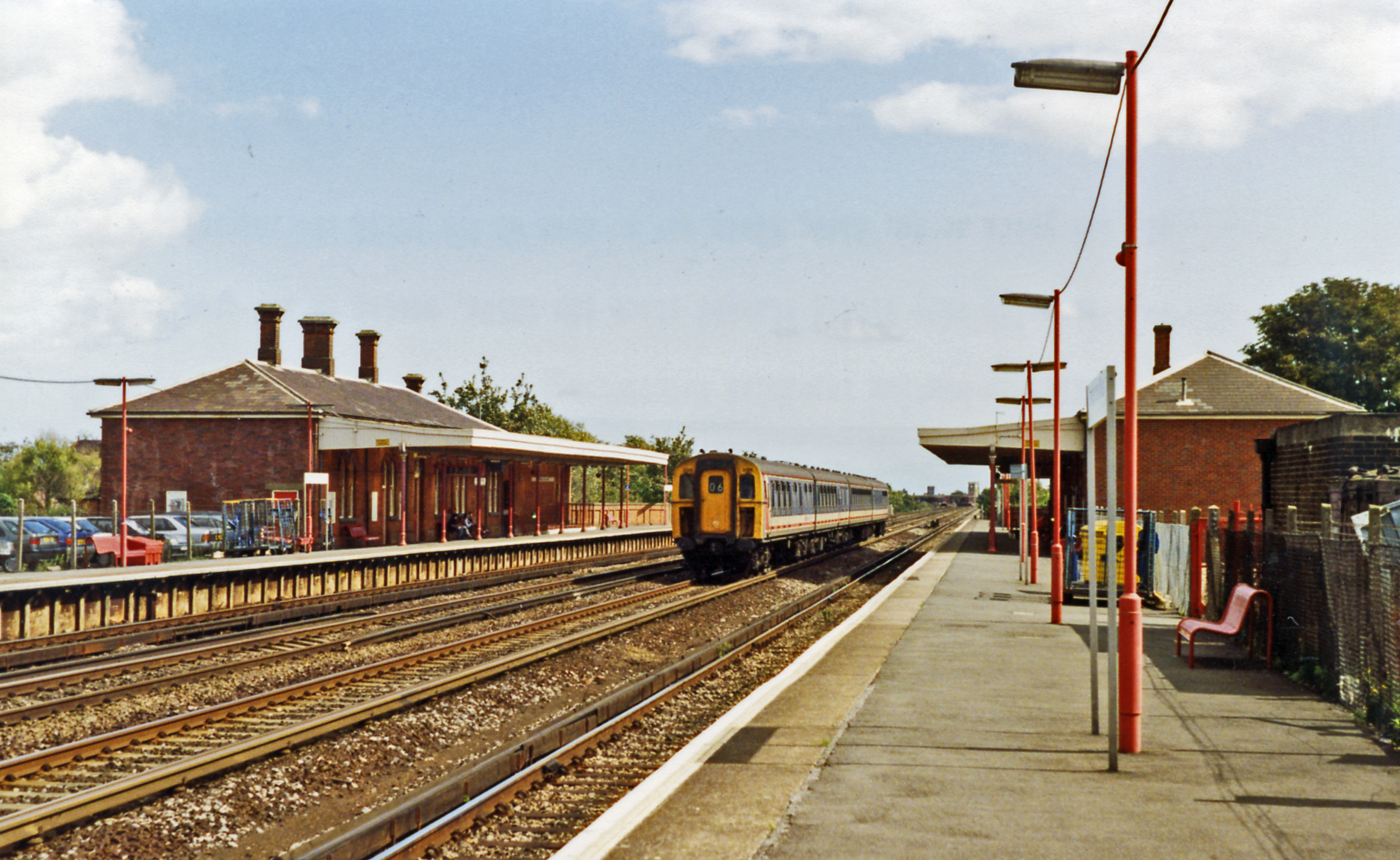
Overzicht, 1992